# Noy (Sprache)
Die Sprache Noy ist eine nahezu ausgestorbene Adamaua-Sprache des Tschad. Die Sprache wird auch Loo genannt.
Die Zahl der Sprecher beträgt heute nur noch 36. Sie leben (oder lebten) in folgenden Regionen: Moyen-Chari und Mandoul, zwischen den Ortschaften Sarh, Djoli, Bédaya, Koumra und Koumogo. Die meisten Sprecher sind dazu übergegangen, die tschadischen Amtssprachen Französisch und Arabisch als Muttersprache zu übernehmen.